# Румънци във Франция
Румънците във Франция са етническа група във Франция.

## Численост
Приблизително 200 000 румънски граждани живеят в страната. 18 000 от тях са родени в страната с румънски произход. 

## Религия
Основната религия на румънците в страната е католицизмът.

## Френският език в Румъния
Английският и френският са основните чужди езици, които се изучават в Румъния. Общо 4 756 100 души говорят френски в страната. 
31% от румънците говорят английски, а 17% - френски. 

## Известни личности
- Константин Брънкуш
- Джордже Енеску
- Емил Чоран
- Тристан Цара
- Йожен Йонеско
- Седрик Пиолин
- Жан Аурел
- Лоран Терзиеф
- Анна дьо Ноай
- Серджу Челибидаке
- Николае Титулеску
- Елизабет Рудинеско
- Соня Рикел